# Tainás
Tainás (en asturiano y oficialmente: Robléu de Teinás) es una parroquia del concejo de Cangas del Narcea, en el Principado de Asturias, España.

## Entidades de población
A ella pertenecen los pueblos de:
- Castiello (Castieḷḷu)
- Tainás (Teinás)
- Robledo de Tainás (Robléu de Teinás)
- Cerezaliz (Zreizalí)
- Porciles
- Parada la Vieja (Parada la Viecha)